# Gare de Livarot
La gare de Livarot est une ancienne gare ferroviaire de la ligne de Sainte-Gauburge à Mesnil-Mauger, située sur la commune de Livarot-Pays-d'Auge, dans le département du Calvados en région Normandie.

## Situation ferroviaire
Établie à 64 mètres d'altitude, la gare de Livarot est située au point kilométrique (PK) 47,714 de la ligne de Sainte-Gauburge à Mesnil-Mauger, entre la gare de Sainte-Foy-de-Montgommery et la halte du Mesnil-Durand.
La gare était constituée de deux voies.

## Histoire
Le 16 décembre 1875, la ligne de Sainte-Gauburge à Mesnil-Mauger est déclarée d'utilité publique, et une loi du 14 juin 1878 permit au ministère des Travaux publics de commencer les travaux de construction. Le 30 décembre 1881, la gare de Livarot est inaugurée lors de l'ouverture de la section entre Ticheville-Le Sap et le Mesnil-Mauger. Le 5 mai 1938, la gare est fermée au service voyageurs, et le 30 septembre 1990, elle est fermée au service marchandises. La ligne de chemin de fer est devenue une voie verte, appelée la Coulée verte, reliant Vimoutiers au Mesnil-Mauger, tandis que la gare fut désaffectée et devint propriété de la commune. Des salles communales furent aménagées dans le bâtiment voyageurs.